# Schéma nahrazení
Schéma nahrazení v axiomatické teorii množin je označení pro soustavu axiomů, které tvrdí:Pokud nějaká formule má charakter zobrazení, pak pro každou množinu existuje její obraz při tomto zobrazení.
Podrobněji viz:
- Schéma nahrazení v Zermelově-Fraenkelově teorii množin
- Schéma nahrazení v Gödelově-Bernaysově teorii množin
- Schéma nahrazení v Kelleyově-Morseově teorii množin